# Дзюнсей Терасава
Дзюнсей Терасава (яп. 寺沢潤世, англ. Junsey Terasawa, рос. Дзюнсэй Тэрасава; 15 вересня 1950) — японський буддистський чернець-миротворець та Учитель чернечого Ордена Ніппондзан Мьоходзі у Євразії.
Шановний наставник, прозваний Терасава-сенсей, чи просто Сенсей має багаторічний досвід чернечої миротворчої практики у Індії, Європі та у колишньому Радянському Союзі. Навчає групу ченців з Росії, України, Казахстану, а також Китаю. У 2000 року йому був заборонений в'їзд до Росії через виступи проти війни у Чечні.. У своєму відкритому листі до президента Росії В. Путіна в 2000 році Терасава зокрема зазначав:
| | \| Пане Президенте, чи є у вас мудрість і мужність вивести російські війська з Чечні та сісти за стіл перемовин з чеченцями для відновлення нового суспільства ненасильства, де панують компроміс і мирне співіснування? В іншому випадку історія пред'явить Вам наступний ультиматум: заарештуйте усіх тих, хто протягом цих 10 років грабував національну скарбницю й привласнював іноземну фінансову допомогу, заарештуйте призвідників двох чеченських воєн як вієнних злочинців, а також самі здайтеся міжнародному трибуналові як вієнний злочинець. \| Оригінальний текст (рос.) [Господин Президент, есть ли у вас мудрость и мужество вывести российские войса из Чечни и сесть за стол переговоров с чеченцами для восстановления нового общества ненасилия, где царят компромисс и мирное сосуществование? В противном случае история предъявит Вам следующий ультиматум: арестуйте всех тех, кто в течение этих 10 лет разворовывал национальное достояние и присваивал зарубежную финансовую помощь, арестуйте зачинщиков двух чеченских войн как военных преступников, а также сами сдайтесь международному трибуналу как военный преступник.] Помилка: [undefined] Помилка: {{Lang}}: немає тексту (допомога): текст вже має курсивний шрифт (допомога) |
| Пане Президенте, чи є у вас мудрість і мужність вивести російські війська з Чечні та сісти за стіл перемовин з чеченцями для відновлення нового суспільства ненасильства, де панують компроміс і мирне співіснування? В іншому випадку історія пред'явить Вам наступний ультиматум: заарештуйте усіх тих, хто протягом цих 10 років грабував національну скарбницю й привласнював іноземну фінансову допомогу, заарештуйте призвідників двох чеченських воєн як вієнних злочинців, а також самі здайтеся міжнародному трибуналові як вієнний злочинець. | |

У 2012 році з невідомих обставин заборона на в'їзд на деякий час припинила діяти і Терасава зміг відвідати Росію з двохтижневим візитом, в рамках якого він брав участь у мітингах «За чесні вибори» в Москві. Проте вже 11 квітня його зупинили на прикордонному контролі в аеропорту Новосибірська, куди він прилетів з Токіо, та повідомили, що він є персоною нон ґрата і що заборона на в'їзд накладена до 2017 року.

## Біографія

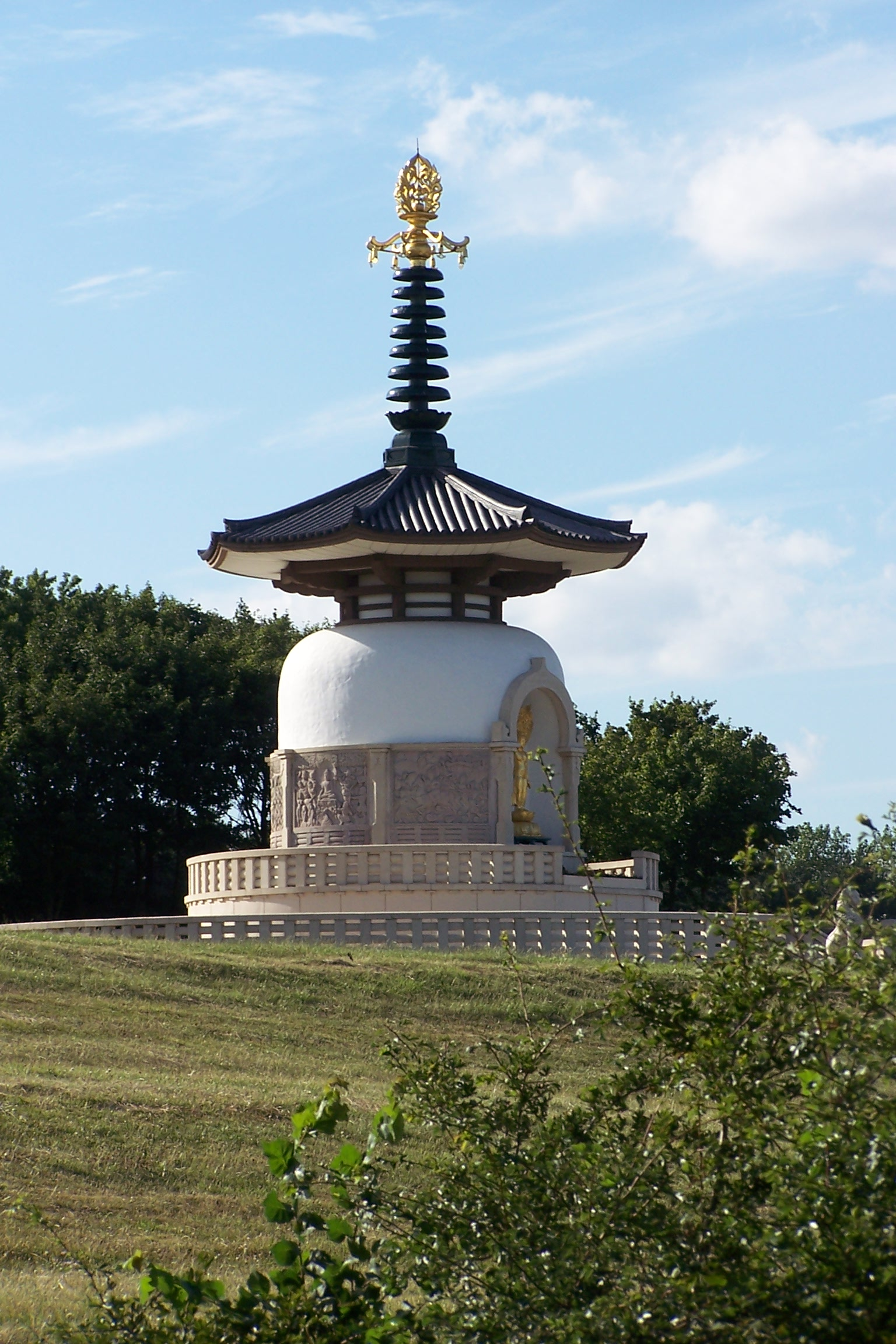
Пагода з координатами, побудована Ніппондзан Мьоходзі у 1980 році у Мілтон-Кінз, Англія, вважається першою Пагодою Миру у західній півкулі.

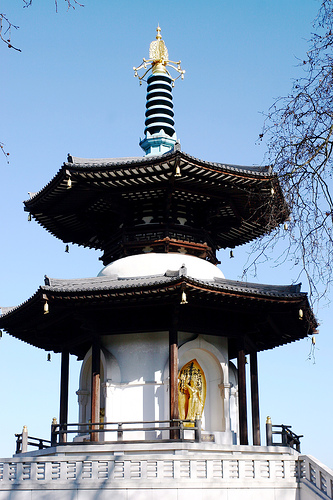
Пагода Миру з координатами (Лондон, Англія) побудована Ніппондзан Мьоходзі у 1985 році.

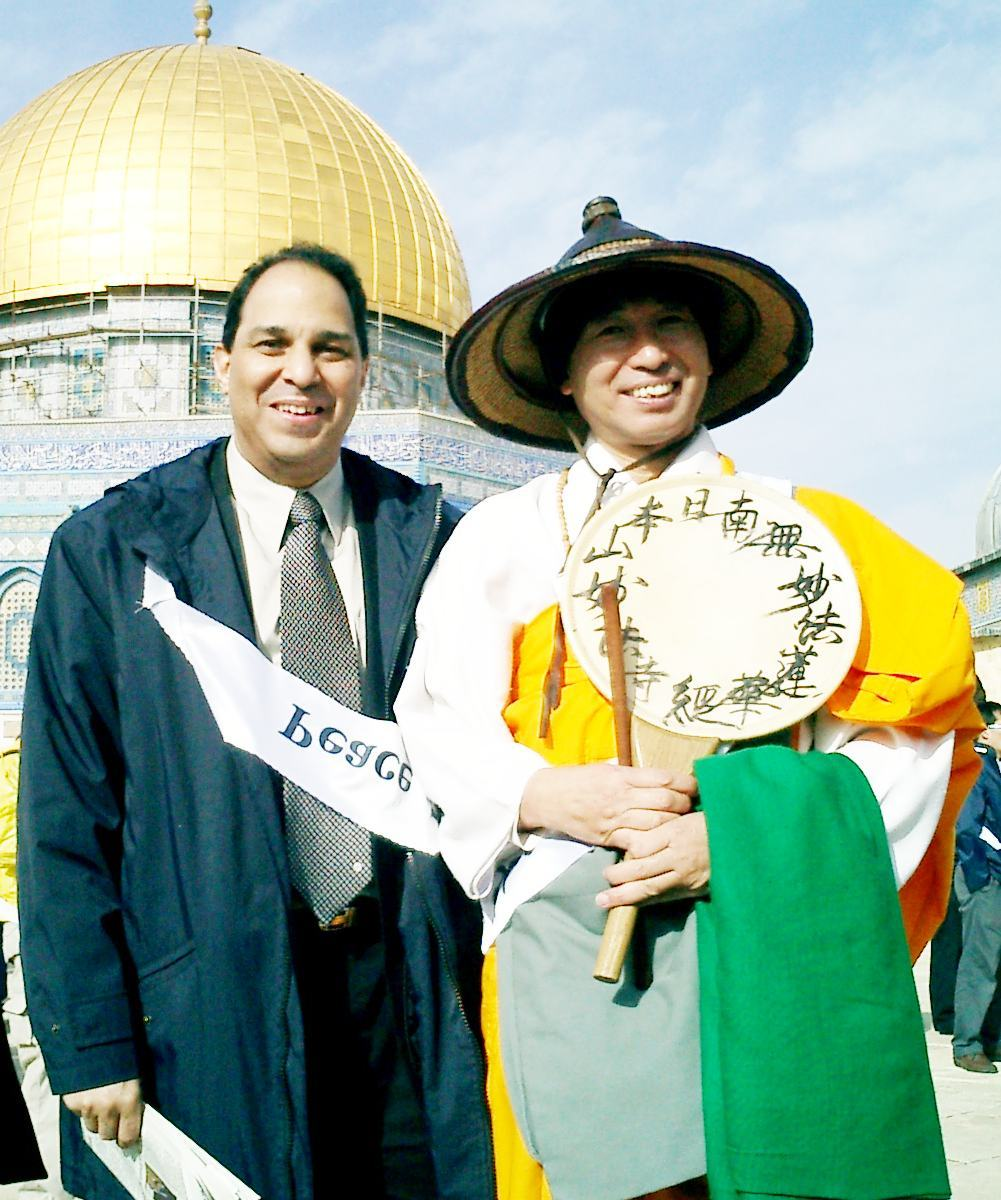
Преп. Дзюнсей Терасава із Наму-Мьо-Хо-Рен-Ґе-Кьо на його барабані та у його знаменитому брилі із керівником Міжрелігійної Федерації на Захист Миру д-ром Френком Кауфманом. Єрусалим, 2003.

Дзюнсей Терасава народився 15 вересня 1950 року в бідній сім'ї у маленькому містечку Хакуй на півострові Ното в Японії. Дзюнсей був другим сином у родині.
У Хакуї знаходиться стародавній великий Курган, один з найдавніших храмів Сінто. Вважається тут зародилася священна боротьба сумо. Також тут стоїть храм, побудований великим ченцем Нітідзі —- одним з найближчих учнів великого бодгісаттви Нітірена. Є й християнська церква.
Під впливом присутності місцевих святинь, духовного пацифізму Льва Толстого та активного ненасильницького опору Магатми Ганді, Терасава у 17 років вийшов із дому щоб потрапити до Токіо та приєднатися до унікальної миротворчої діяльності Ніппондзан Мьоходзі, на чолі з учителем Нітідацу Фудзії.
Організував і провів багато масових миротворчих акцій. Заснував Ступи Миру у Мілтон-Кінз та Лондоні, Англія. Заради Миру у Європі незадовго перед Падінням Берлінського муру провів семиденну молитву без їжі та води на могилі Карла Маркса, спалив фалангу свого пальця та скоїв поодинці Марш Миру з Варшави до згаданого муру.
Преподобний Терасава брав участь у щорічних сесіях Комісії ООН з Прав Людини у Женеві як представник Міжнародного Бюро Миру та є одним з радників Міжрелігійної Федерації Всесвітнього Миру (IRFWR), яку очолює д-р Френк Кауфман.
У 2004 році владою РФ та України був зірваний початок мирної ходи за розв'язання кризи на Корейському півострові, яку Терасава планував розпочати в лютому вирушанням 12 членів міжрелігійної мирної місії одночасно з Києва та Москви з метою відвідати протягом місяця буддійські регіони Росії - Калмикію, Алтай та Бурятію - а також Киргизстан і Казахстан. 1 лютого на кордоні в аеропорту Бориспіль Терасаві без пояснення причин повідомили, що його, за виразом офіцера прикордонної служби, позбавлено права в'їзду «на тисячу років», і депортували як «небажану особу». До Росії Терасаву не впустили через заборону на в'їзд, що діяла з червня 2000 року.
Як один з провідних активістів ненасильницького руху в Європі кінця епохи холодної війни, Терасава-сенсей запропонував українським релігійним лідерам зробити спільну заяву заради захисту миру, ненасильства і життя в Україні. У день поминання загиблих на київському Майдані монах-миротворець ініціював багатоденну ходу миру у Київі та містах південно-східної Україні.
З 2009 року веде блог на сайті ЗМІ Українська правда.

## Додаткове читання
- KPP, Group. Кушанське Сприяння Миру (англійська) . Архів оригіналу за 10 жовтня 2013. Процитовано 10 жовтня 2013.
- Mukola.net (07.04.2014). У Миколаєві буддисти закликали до єдності, правді, світу і свободі (російська) . Архів оригіналу за 13.04.2014. Процитовано 12 квітня 2014.
- Shvedovski, Felix (2011). Жива Мандала Бодхісатв.mp4 (англійська) . Архів оригіналу за 9 червня 2016. Процитовано 10 жовтня 2013.
- Tribinevicius, Medeine (2011). Буддизм: Нема Кінців Землі (англійська) . Архів оригіналу за 14 жовтня 2013. Процитовано 7 жовтня 2013.
- "24", Телеканал новин (12.04.2014). У Луганську люди з українськими прапорами вийшли на марш миру. Архів оригіналу за 17 квітня 2014. Процитовано 12 квітня 2014.
- БПЦ, МП (2005, 2012). Новини зі світу сект: Ніппондзан Мьоходзі (російська) . Архів оригіналу за 3 вересня 2013. Процитовано 7 жовтня 2013.
- Власти.нет (2014). Міжнародний молитовний Марш миру по Україні на середині шляху (російська) . Архів оригіналу за 13 квітня 2014. Процитовано 12 квітня 2014.
- ГА, Новости (31 травня 2012). На Алтаї створюється філія секти “Ніппондзан Мьоходзі” (російська) . Архів оригіналу за 30 березня 2014. Процитовано 10 жовтня 2013.
- Мёходзи, Ниппондзан. Офіційний сайт буддійського Ордена Ніппондзан Меходзі в СНД (російська) . Архів оригіналу за 15 жовтня 2013. Процитовано 7 жовтня 2013.
- ПЧР (03/01/2007). Справа Дзюнсея Терасави (російська) . Архів оригіналу за 15 жовтня 2013. Процитовано 11 жовтня 2013.
- РІСУ (05.10.2009). Буддійський учитель Дзюнсей Терасава: досвід України вчить ненасильству. Архів оригіналу за 24.10.2013. Процитовано 9 жовтня 2013.
- Стрижак, Аліна (08.02.2006). Японець Терасава видав книжку в Донецьку. Архів оригіналу за 6 червня 2013. Процитовано 9 жовтня 2013.
- ТСН (13.04.2014). У Луганську буддисти та активісти влаштували мирну ходу за єдину Україну. Архів оригіналу за 13 квітня 2014. Процитовано 13 квітня 2014.
- Тэрасава, Дзюнсэй (1997). Рассеять мрак в живых существах (російська) . Донецьк, Україна: Махасанґга. с. 224. Архів оригіналу за 14 жовтня 2013. Процитовано 12 жовтня 2013.
- Тэрасава, Дзюнсэй (2001). У нове століття без воєн та насильства (російська) . Донецьк, Україна: Махасанґга Ніппондзан Мьоходзі. с. 512. Архів оригіналу за 14 жовтня 2013. Процитовано 12 жовтня 2013.
- Тэрасава, Дзюнсэй (2006). Глобальне пробудження (PDF) (російська) . Донецьк, Україна: Махасанґга Ніппондзан Мьоходзі. с. 447. ISBN 966-8292-87-1. Архів оригіналу (PDF) за 15 жовтня 2013. Процитовано 7 жовтня 2013.
- Эркимбаев, Бахтияр (07.02.2006). У Бішкеку презентація книги буддійського ченця Дзюнсей Терасава "Глобальне пробудження" (анонс) (російська) . Архів оригіналу за 10.06.2015. Процитовано 10 жовтня 2013.